# Телевизия Туризъм
Телевизия Туризъм (съкратено ТВТ, ТVT) е български телевизионен канал.

## История
TVT е телевизия, изцяло посветена на България. Излъчва 100% авторска продукция, заснета в България. Медията е основана през 2010 г. Неин управител е журналистът и продуцент Георги Крумов. Мотото на каналът е „Виж България!“.
От април 2019 г. програмата на Телевизия Туризъм се излъчва и в Северна Македония. Първоначално излъчването покрива общините Струмица, Василево, Босилово и Ново село, а по-късно се очаква да започне предаване и в други общини на Северна Македония, както и в други държави.